# Sosaeul (métro de Séoul)
Sosaeul (en coréen : 소새울역) est une station de passage de la ligne Seohae du métro de Séoul. Elle est située, au 420-1 Sosabon-dong dans la ville de Bucheon, incluse dans la province de Gyeonggi, à l'ouest de Séoul, en Corée du Sud.
Ouverte en 2018, la station est desservie par les rames omnibus de la ligne.

## Situation sur le réseau

Plan du réseau du métro de Séoul (2023)